# Fantasca, the Gypsy
Fantasca, the Gypsy è un cortometraggio muto del 1912 diretto da George Melford. Distribuito in sala dalla General Film Company il 24 luglio 1912, il film era interpretato da Carlyle Blackwell e da Alice Joyce.

## Trama
John Neville, che sta preparando una grande festa, ingaggia degli artisti zingari per intrattenere i suoi ospiti. Conosce così Fantasca, la loro regina, che si innamora di lui. Ma lui la respinge. Gli zingari, che hanno già cercato di rapire la figlia di Neville, fanno un secondo tentativo che ha successo. Fantasca decide di restituire la bambina al padre, ma viene ferita da un colpo sparato da uno della tribù. La donna, con le sue ultime forze, riesce a raggiungere la casa di Neville dove spirerà tra le braccia dell'amato.

## Produzione
Prodotto dalla Kalem Company.

## Distribuzione
Distribuito dalla General Film Company, il film - un cortometraggio in una bobina - uscì nelle sale degli Stati Uniti il 24 luglio 1912.